# وانگ وی (شمشیرباز)
وانگ وی (انگلیسی: Wang Wei؛ زادهٔ ۲۳ اکتبر ۱۹۵۸)  شمشیرباز اهل چین بود. وی در بازی‌های المپیک تابستانی ۱۹۸۴ شرکت کرده‌است.